# Поноћно сунце
„Полнокно сонце” (срп. Поноћно сунце) је југословенски и македонски кратки филм из 1982. године. Режирао га је Љупчо Билбиловски који је написао и сценарио.

## Улоге
| Глумац          | Улога |
| --------------- | ----- |
| Сабина Ајрула   |       |
| Салаетин Билал  |       |
| Мето Јовановски |       |